# Smart BEST
Smart BEST（スマートベスト）は、近畿車輛が開発しているシリーズ・ハイブリッド式気動車。
BESTは、Battery Engine Synergy Train の略としている。

## 概要

### システム
大容量バッテリーを搭載し、走行前に充電を行う。走行用電源やサービス電源は基本的にすべてバッテリーからまかなわれる。減速時に回生ブレーキにより発電し、電力を自らのバッテリーに回収・補充する。小型のディーゼルエンジン・発電機を搭載し、バッテリーが規定容量以上に放電した場合にはエンジン発電機による充電を行う。
効率の良い発電と適切なパターンによる電力消費により、従来のディーゼルカーとの比較で1両あたりのエンジン出力を1/4程度まで低減が可能で、外部の電力インフラに頼ることなく、自己発電を行って必要な電力を確保する「エネルギーの地産地消」を実現している。
加速力行時
バッテリーに充電された電力を電力変換装置（車両制御装置）に供給・交流に可変して三相交流誘導モータを駆動。
減速時
三相交流誘導モータからの発電（回生）電力を電力変換装置で直流に変換し、バッテリーへ充電する。
停止時および惰性走行時
補助機器に必要なサービス電源をバッテリーから給電。バッテリーの残量が減少した時のみエンジン発電機による充電を行う。
機関故障時
バッテリーの電力のみで走行することになる。十分な電力が残っていれば最寄り駅までの走行が可能で、基本的に立ち往生することはない。
バッテリー故障時
エンジン発電機からのみの電力に頼ることになる。低速・低加速走行は可能で、基本的に立ち往生することはない。

### 実証車両
実証型車両は、DGBC2系と呼ばれ、DGBC2A（Mc, 制御電動車）とDGBC2B（Tc, 制御付随車）のMT比1M1Tの2両1編成で構成され、Mc車にバッテリーと電力変換装置（VVVFインバータ）が搭載され、Tc車にエンジン発電機と補助電源装置、空気圧縮機が搭載されている。
営業路線での試験走行を前提とした装備を搭載しており、西日本旅客鉄道（JR西日本）管内での試運転に対応できるよう、ATS-PおよびATS-SW装置を搭載している。車体や接客設備は225系近郊形電車をベースとしたステンレス構体、両開3扉構成としている。前面は近畿日本鉄道のシリーズ21と類似している。窓割りがMc車（オリジナル）とTc車（225系と同様）で異なり、冷房装置も集約分散式と集中式と異なるタイプを搭載している。
バッテリーはジーエス・ユアサコーポレーション（GSユアサ）製のリチウムイオン充電池LIM30H-8Aを搭載し、28.8Vのモジュールを21モジュール直列接続し、公称電圧605Vとしたものを4組並列搭載しており、車両の加速+サービス電源確保に十分な容量を確保している。
ディーゼルエンジン発電機は機関出力302kW、発電機出力285kWで、おおむね気動車1両分の出力となっている。
最高速度は基本的に70km/hまでであり、短区間なら100km/h対応となっている。
|                | Smart BEST |                                                                                    |
| 形式           | DGBC2A (Mc) | DGBC2B (Tc)                                                                        |
| 主要寸法       | 車体長さ：19570mm 車体幅：2950mm 車体高さ：3630mm                                                                        | 車体長さ：19570mm 車体幅：2950mm 車体高さ：3630mm                                  |
| 主要性能       | 最高速度：70km/h （短区間なら100km/hまで対応） 加速度：2.3km/h/s 減速度：3.1km/h/s                                       | 最高速度：70km/h （短区間なら100km/hまで対応） 加速度：2.3km/h/s 減速度：3.1km/h/s |
| 主要電池       | ジーエス・ユアサコーポレーション（GSユアサ）製リチウムイオン二次電池 LIM30H-8A（21列直列接続） 公称604.8V、630Ah×4組並列 |                                                                                    |
| 電力変換装置   | 2レベル電圧型PWMインバータ 1c2M×2群構成                                                                                  |                                                                                    |
| 主電動機       | かご形三相誘導電動機 150kW×4台 （全閉外扇付、内気循環方式）                                                              |                                                                                    |
| 発電機         | | ディーゼル機関 302kW×1台 三相かご形誘導発電機 285kW×1台                            |
| その他補助機器 | | 補助電源装置 空気圧縮機                                                            |
| 保安装置       | ATS-SW2・ATS-P3 列車防護無線装置 EB・TE装置                                                                              | ATS-SW2・ATS-P3 列車防護無線装置 EB・TE装置                                        |

### 試験運転
2012年10月下旬から12月上旬にかけて、JR西日本後藤総合車両所（鳥取県米子市）を拠点とし、山陰本線、境線、伯備線にて夜間走行試験を行った。設定されたパワーフロー制御の妥当性やバッテリー性能、燃料消費量の確認が行われた。
2013年12月には四国旅客鉄道（JR四国）管内での走行試験のため、高松運転所へ回送され、12月6日未明から高徳線で試運転が開始され、12月13日に同所でプレス発表された。
2014年1月17日には鳴門線において、徳島県内在住者を対象とした試乗会が行われた。当日の試乗会は好評だったため、1月28日の試乗会が徳島線で追加実施された。

### 営業運転

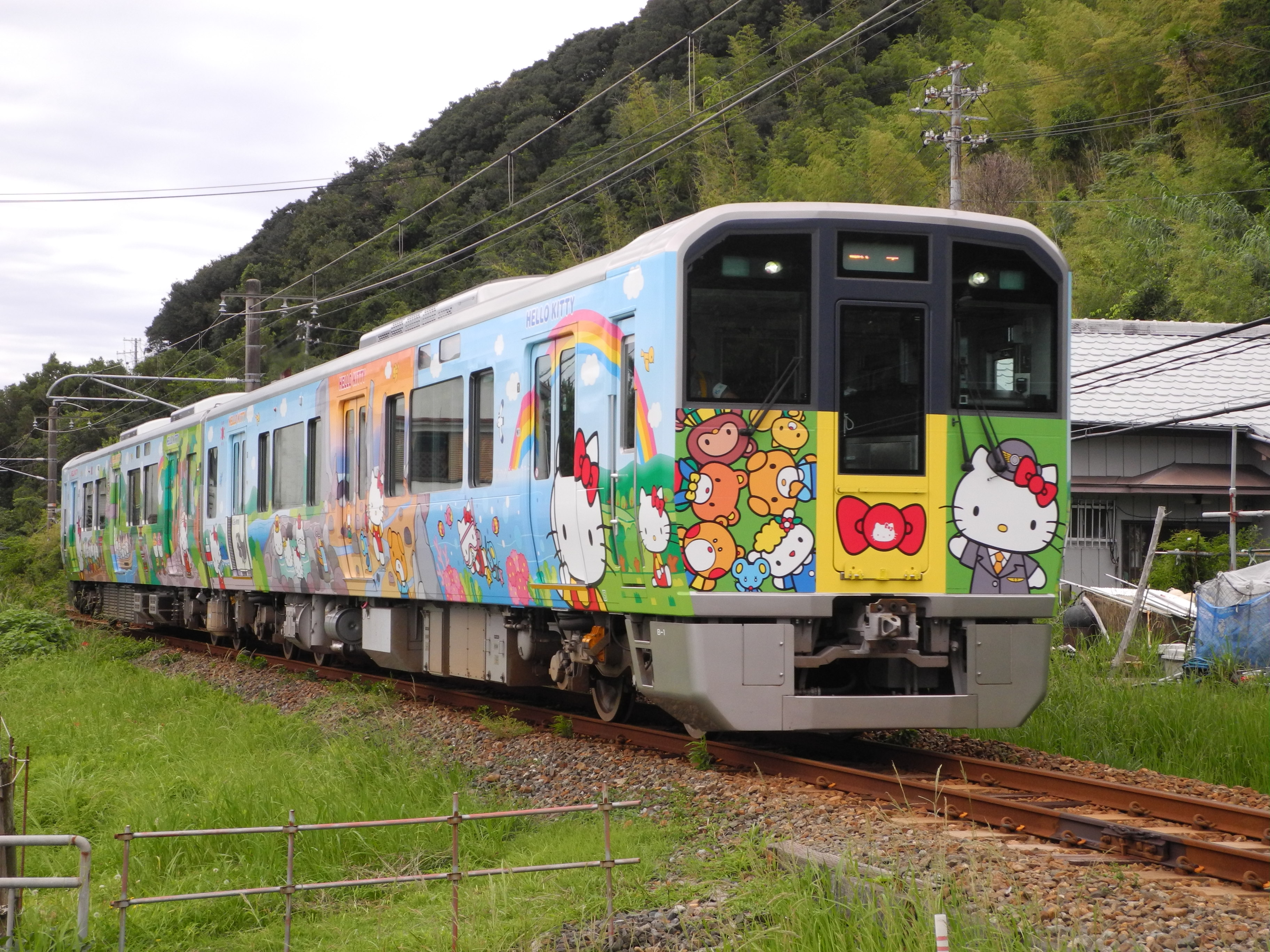
ハローキティ和歌山号
紀勢本線（きのくに線）串本 - 紀伊姫間

2014年2月10日付のJR西日本のプレス発表で、同年9月14日から12月13日にかけて開催される和歌山デスティネーションキャンペーンで、DGBC2系が供出され、室内を改造して観光列車として期間限定で営業運転される予定であることが公表された。6月16日に、ハローキティとのコラボレーションで外装・接客設備が改造され、快速 「ハローキティ和歌山号」として2014年9月13日（土）～12月14日（日）の土休日33日間、紀勢本線（きのくに線）串本 - 新宮間を1日2往復運行されることが発表された。2014年7月31日に（JR西日本所属の機関車での配給回送により）近畿車輛から出場、9月13日に営業運転を開始した。キャンペーン終了に合わせて営業運転を終了し、同年12月17日から18日にかけて（JR西日本所属の機関車での配給回送により）近畿車輛に返却された。

## 今後
2012年のメーカー発表時点では10年後の実用化を目処としている。